# Caught in the Act (Michael Bublé)
Caught in the Act è il secondo album live del cantante canadese Michael Bublé, pubblicato il 15 novembre 2005. L'album è la registrazione di un concerto al Wiltern Theatre di Los Angeles, nel quale hanno partecipato alcuni artisti, tra cui Laura Pausini e Chris Botti. È composto da cover tranne il brano Home.
È uscito in versione deluxe con un DVD contenente il video dell'intero concerto.

## Tracce

### CD
1. Feeling Good - 5:06
2. Summer Wind - 4:20
3. Home - 3:53
4. You and I - 3:49
5. The More I See You - 4:03
6. You'll Never Find Another Love like Mine (feat. Laura Pausini) - 3:43
7. Can't Buy Me Love - 2:30
8. Smile - 3:46

### DVD
01. Feeling good
02. Sway
03. Try a Little Tenderness
04. Fever
05. Come fly with me
06. Moondance
07. You don't know me
08. That's all
09. For once in my life
10. You'll never find another love like mine (feat. Laura Pausini)
11. This love
12. I've got you under my skin
13. Home
14. The more I see you
15. Save the last dance for me
16. How sweet it is
17. Crazy little thing called love
18. Song for you